# It's Five O'Clock
It's Five O'Clock è il secondo album degli Aphrodite's Child, pubblicato dalla Mercury Records nell'ottobre del 1969. Il disco fu registrato al Trident Studios di Londra, Inghilterra.

## Tracce
Lato A
1. It's Five O'Clock – 3:29 (Evangelos Papathanassiou, Richard Julian Francis)
2. Wake Up – 4:05 (Evangelos Papathanassiou, Richard Julian Francis)
3. Take Your Time – 2:40 (Evangelos Papathanassiou, Richard Julian Francis)
4. Annabella – 3:55 (Demis Roussos, Richard George Adams)
5. Let Me Love, Let Me Live – 4:42 (Loukas Sideras, Richard Julian Francis)

Lato B
1. Funky Mary – 2:44 (Evangelos Papathanassiou, Loukas Sideras)
2. Good Time so Fine – 3:30 (Evangelos Papathanassiou, Valerie Johnsons)
3. Marie Jolie – 4:47 (Evangelos Papathanassiou, Richard Julian Francis)
4. Such a Funny Night – 3:13 (Evangelos Papathanassiou, Richard George Adams)

Edizione CD del 2010, pubblicato dalla Esoteric Recordings Records (ECLEC 2206)
Brani composti da E. Papathanassiou e R. Francis, eccetto dove indicato
1. It's Five O'Clock – 3:29
2. Wake Up – 4:05
3. Take Your Time – 2:40
4. Annabella – 3:55 (D. Roussos, R. Adams)
5. Let Me Love, Let Me Live – 4:42 (L. Sideras, R. Francis)
6. Funky Mary – 4:11 (E. Papathanassiou, L. Sideras)
7. Good Time so Fine – 2:44 (E. Papathanassiou, V. Johnson)
8. Marie Jolie – 4:47
9. Such a Funny Night – 4:33 (E. Papathanassiou, R. Adams)
10. I Want to Live – 3:30 (J.P. Martin, B. Bergman; arrang. E. Papathanassiou) – Bonus Track - Side-A of single, released as Polydor 56769 in June 1969
11. Magic Mirror – 3:10 (E. Papathanassiou, J. Fiddy) – Bonus Track - Side-B of single, released as Polydor 56769 in June 1969
12. Lontano dagli occhi – 2:39 (S. Bardotti, S. Endrigo) – Bonus Track - Side-A of single, released in Italy only as Mercury 133 250 MCF in January 1969
13. Quando l'amore diventa poesia – 3:42 (Mogol, P. Soffici) – Bonus Track - Side-B of single, released in Italy only as Mercury 133 250 MCF in January 1969
14. Spring, Summer, Winter and Fall – 4:57 – Bonus Track - Side-A of single, released as Mercury 6033 003 in August 1970
15. Air – 4:17 (L. Sideras) – Bonus Track - Side-B of single, released as Mercury 6033 003 in August 1970

## Musicisti
- Demis Roussos - basso, chitarra, voce solista
- Evangelos Papathanassiou - organo
- Lukas Sideras - batteria, accompagnamento vocale